# Club Atlético Barracas Central
Il Club Atlético Barracas Central è una società calcistica argentina di Barracas (Buenos Aires), fondata il 5 aprile 1904.

## Storia
Il Barracas Central venne fondato nel 1904 a Buenos Aires con il nome di Barracas Central del Sud. Il primo presidente fu uno dei fondatori, Ángel Gardella, figlio di immigrati genovesi; fece anche parte della rosa, divenendo il centravanti e capitano della squadra. Nel 1911 cambiò nome in Villa Soldati, per poi assumere in via definitiva la denominazione Club Atlético Barracas Central nel 1920. Affiliatosi alla Asociación Amateurs de Football, nel 1920 partecipò per la prima volta a un torneo di massima serie, la Primera División. Giunse al 14º posto, risultato che migliorò l'anno seguente, che vide il Barracas posizionarsi 11º. Nel 1923 si piazzò quarto, a pari merito con il Racing Club. Nel 1925 chiuse 22º su 25, la peggior prestazione nella Primera División della AAm. Prese poi parte alla Primera División (AAAF); nel 1932 decise di non affiliarsi alla Liga Argentina de Football, organizzatrice del torneo professionistico, rimanendo pertanto nella AAF e partecipando alla Primera División dilettantistica. La prima stagione vide il club posizionarsi secondo dietro allo Sportivo Barracas. Nel 1935 fu retrocesso in seconda serie, e al termine del campionato si classificò penultimo. Nel 1941 fu retrocesso in terza divisione. Tornò in seconda nel 1945, ma retrocesse nuovamente l'anno successivo. Risalito nuovamente nel 1949, rimase solo per quella stagione in Primera B, scendendo nuovamente di categoria al termine del campionato. Passò gli anni successivi nelle serie inferiori e regionali.
Nel 2021 venne promosso nella prima divisione argentina.

## Palmarès

### Competizioni nazionali
- Primera Amateur: 2

1944, 1948
- Primera D: 2

1974, 1981
- Primera C Metropolitana: 1

2009-2010
- Primera B Metropolitana: 1

2018-2019

### Altri piazzamenti
- Campionato argentino:

Secondo posto: 1932 (amatoriale)
- Primera B Nacional:

Secondo posto: 2021

## Organico

### Rosa 2025
Aggiornata al 10 maggio 2025.
| N. |                      | Ruolo | Calciatore      |
| -- | -------------------- | ----- | --------------- |
| 2  | Argentina (bandiera) | D     | Nicolás Capraro |
| 5  | Argentina (bandiera) | C     | Dardo Miloc     |
| 6  | Argentina (bandiera) | D     | Rodrigo Insúa   |
| 7  | Argentina (bandiera) | A     | Facundo Bruera  |
| 8  | Argentina (bandiera) | C     | Siro Rosané     |
| 9  | Argentina (bandiera) | A     | Gonzalo Morales |
| 10 | Argentina (bandiera) | C     | Nahuel Barrios  |
| 11 | Argentina (bandiera) | C     | Javier Ruiz     |
| 13 | Argentina (bandiera) | D     | Rafael Barrios  |
| 14 | Argentina (bandiera) | C     | Kevin Jappert   |
| 15 | Uruguay (bandiera)   | D     | Yonatthan Rak   |
| 16 | Argentina (bandiera) | C     | Iván Guaraz     |
| 17 | Argentina (bandiera) | A     | Nicolás Blandi  |
| 18 | Argentina (bandiera) | A     | Facundo Krüger  |

| N. |                      | Ruolo | Calciatore        |
| -- | -------------------- | ----- | ----------------- |
| 19 | Argentina (bandiera) | C     | Tomás Porra       |
| 20 | Uruguay (bandiera)   | A     | Jhonatan Candia   |
| 21 | Argentina (bandiera) | C     | Ignacio Tapia     |
| 23 | Argentina (bandiera) | C     | Iván Tapia        |
| 24 | Argentina (bandiera) | C     | Manuel Duarte     |
| 26 | Argentina (bandiera) | D     | Agustín Irazoque  |
| 28 | Argentina (bandiera) | P     | Marcos Ledesma    |
| 30 | Argentina (bandiera) | P     | Marcelo Miño      |
| 31 | Argentina (bandiera) | D     | Nicolás Demartini |
| 32 | Argentina (bandiera) | D     | Fernando Tobio    |
| 33 | Siria (bandiera)     | C     | Facundo Mater     |
| 35 | Argentina (bandiera) | A     | Thiago Perugini   |
| 38 | Argentina (bandiera) | P     | Juan Pablo Insúa  |
| 79 | Argentina (bandiera) | C     | Maximiliano Puig  |